# Yunguyo del Litoral
Yunguyo del Litoral è un comune (municipio in spagnolo) della Bolivia nella provincia di Litoral (dipartimento di Oruro) con 437 abitanti (dato 2010).